# Cerchio di Valeriepieris

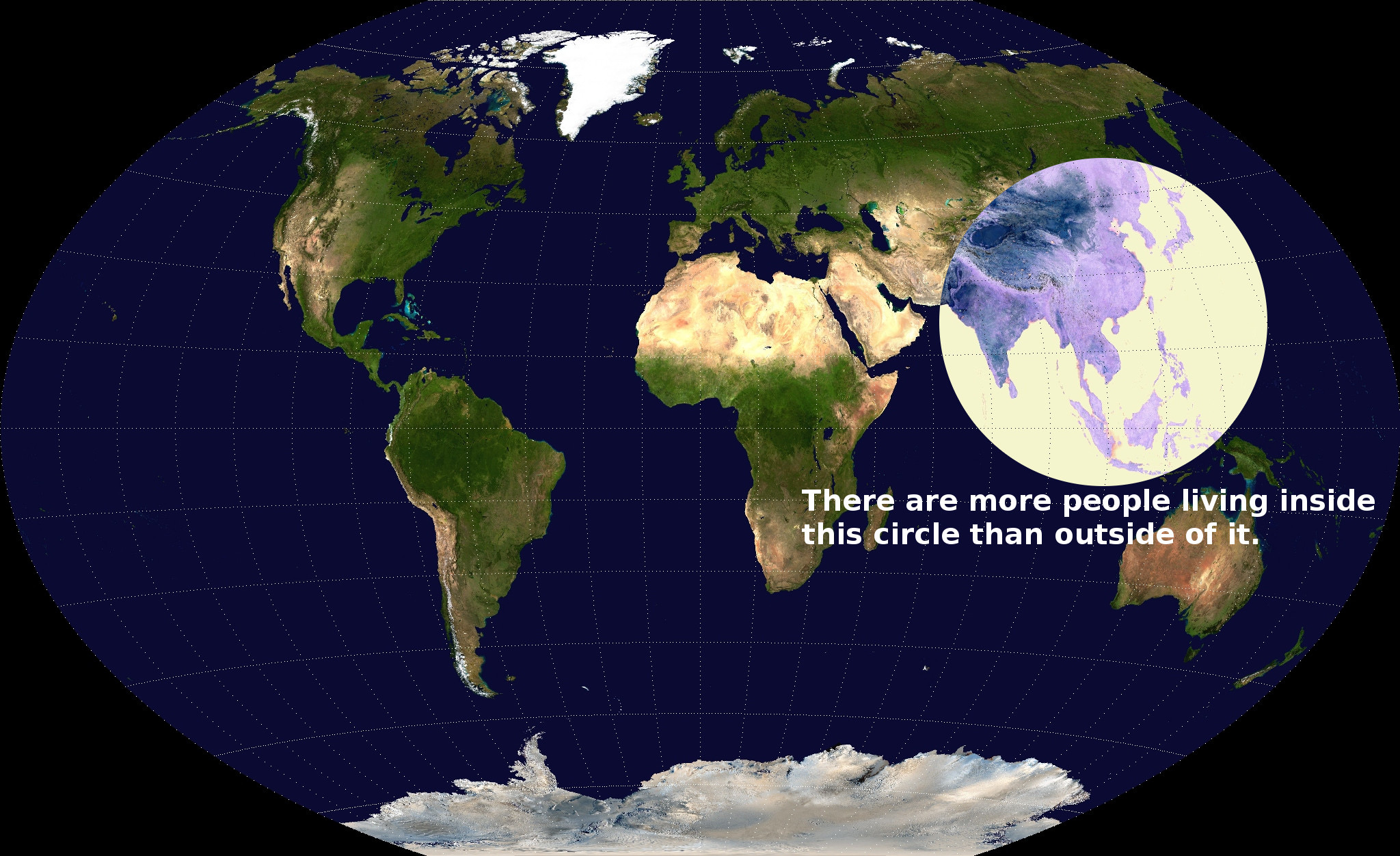
La mappa originale realizzata da Ken Myers nel 2013, in cui l'area coperta dal cerchio è rappresentata con colori negativi.

Il cerchio di Valeriepieris è un cerchio disegnato sulla superficie terrestre che individua la più piccola area all'interno della quale vive la maggior parte della popolazione umana. Il nome di tale figura deriva dal nome utente del profilo Reddit del suo ideatore Ken Myers, un insegnante texano di lingua inglese, il quale caricò una mappa raffigurante il cerchio originale sul subreddit "r/MapPorn" il 5 maggio 2013. Il cerchio realizzato da Myers, avente un raggio di circa 4000 km, copre approssimativamente il 10% della superficie totale della Terra ed è centrato nel Mar Cinese Meridionale. La mappa ha acquisito notorietà diventando un meme popolare ed è stata riportata da numerosi organi di informazione su Internet.
Per la creazione della mappa, Myers ha impiegato la proiezione di Winkel-tripel, quindi il cerchio raffigurato su di essa, essendo stato tracciato in un secondo momento senza venire adattato alla proiezione stessa, non corrisponde effettivamente ad un cerchio sulla superficie di una sfera.

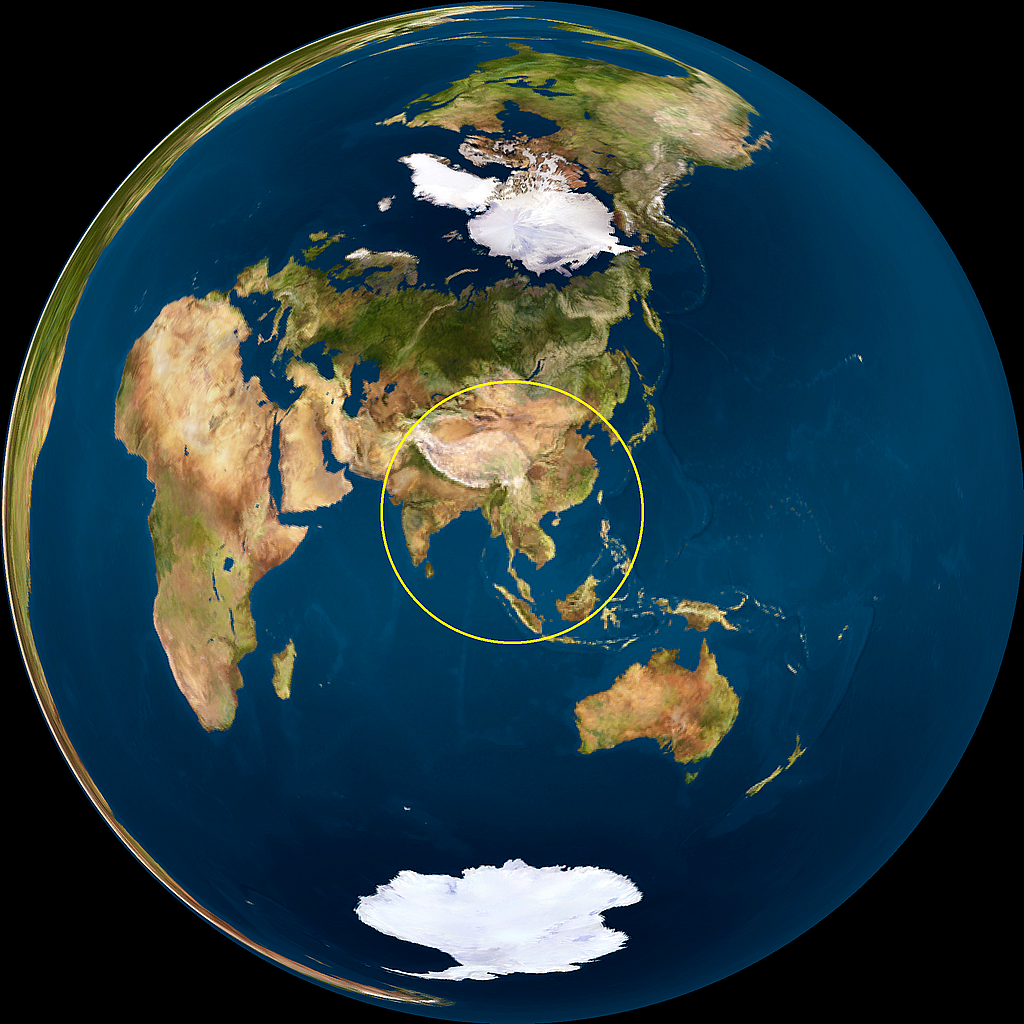
Il cerchio tracciato da Danny Quah nel 2015, su una Proiezione azimutale equivalente di Lambert – il rapporto tra l'area del cerchio e quella della superficie sferica proiettata è uguale al rapporto tra l'area del cerchio equivalente tracciato sulla reale superficie terrestre e l'area di quest'ultima.

Nel 2015, il professore singaporiano di economia Danny Quah, coadiuvato da uno stagista di nome Ken Teoh, verificò l'affermazione di Myers e propose un nuovo cerchio di dimensioni considerevolmente ridotte, avente un raggio di 3300 km e centro nella città di Mong Khet in Birmania. Quah affermò che il suo cerchio fosse anche il più piccolo possibile, essendo stato il risultato di calcoli più rigorosi ed effettuati a partire da dati aggiornati. A differenza dell'originale, quest'ultimo cerchio corrisponde ad un vero e proprio cerchio su una superficie sferica.
Nel 2022, il cerchio originale di Myers fu nuovamente rivisitato da Riaz Shah, professore presso la Hult International Business School. Utilizzando i dati pubblicati al tempo dalle Nazioni Unite nei World Population Prospects, Shah stimò che all'interno del cerchio vivessero 4,2 miliardi di persone, su una popolazione umana di 8 miliardi in totale.
Il cerchio di Valeriepieris è densamente popolato, constatando che un terzo della sua area è costituito da porzioni oceaniche della superficie terrestre. In aggiunta, il cerchio include regioni desolate della Siberia, dell'Himalaya e della Mongolia, il paese con la più bassa densità di popolazione al mondo.
L'idea di Myers è stata in seguito formalizzata ed è possibile estendere il concetto ad una qualsiasi regione geografica, come i territori di singoli paesi. Tali cerchi di Valeriepieris generalizzati possono essere impiegati come strumenti nello studio dei cambiamenti della popolazione nel tempo, della riduzione dimensionale e nella misurazione della centralizzazione della popolazione.